# San José (Tucumán)
San José —también conocida como Ex Ingenio San José— es una localidad argentina situada en la parte norte del Municipio de Yerba Buena, en la provincia de Tucumán. Se formó en torno al ingenio azucarero San José, uno de los primeros 5 ingenios de la provincia y que cerró en 1967; tras el cierre, las tierras del mismo se fueron ocupando progresivamente con distintos usos, entre ellos el residencial. Su población se considera mayoritariamente como empobrecida, en contraste con otras zonas de alto poder adquisitivo dentro del municipio.

## Toponimia
El nombre deriva del Ingenio San José, empresa a partir de la cual surgió el poblado. El caserío instalado alrededor de ella se conoció como San José y desde el cierre del ingenio como Ex Ingenio San José.

## Historia
En 1848 se instaló el ingenio azucarero San José, con lo que la zona tornó próspera y en crecimiento; la población asemejaba una isla en medio de los cañaverales, aislada de las demás localidades. El cierre en 1966 junto a otros 10 ingenios significó una catástrofe social y económica. Al momento del censo 1991 San José todavía no era considerada parte de Yerba Buena, algo que recién se vio reflejado en 2001.

## Economía
En la periferia se asientan viveros y plantaciones de citrus, y en el casco urbano una empresa de empaque de limón, una fábrica de cerámicos y una de pirotecnia.

## Infraestructura
Cuenta con una escuela secundaria.

## Población
En 2001 el INDEC la registró como un componente de Yerba Buena, contabilizando 8812 habitantes.